# Zimbabwe hadereje
Zimbabwe hadereje a szárazföldi erőkből és a légierőből áll.

## Fegyveres erők létszáma
- Aktív: 36 000 fő

## Szárazföldi erők
Létszám
32 000 fő
Állomány
- 1 gépesített dandár törzse
- 3 gyalog dandár törzse
- 2 tüzér dandár
- 1 páncélos század
- 21 gyalogos zászlóalj
- 2 műszaki ezred

Felszerelés
- 40 db harckocsi (kínai 59-es és 69-es típus)
- 80 db felderítő harcjármű
- 80 db páncélozott szállító jármű
- 30 db vontatásos tüzérségi löveg

## Légierő
Létszám
4000 fő
Állomány
- 2 közvetlen támogató század
- 1 vadászrepülő század
- 1 felderítő század
- 1 szállító repülőgépes század
- 2 harci helikopteres század
- 1 szállító helikopteres század

Felszerelés
- 55 db harci repülőgép (Hawk, FJ Fury)
- 16 db szállító repülőgép
- 30 db harci helikopter
- 10 db szállító helikopter